# La Aparecida (Cantabria)
La Aparecida es una localidad del municipio de Ampuero (Cantabria, España). En el año 2008 contaba con una población de 38 habitantes (INE). Esta localidad está situada a 260 metros de altitud sobre el nivel del mar, y a 4,5 kilómetros de la capital municipal, Ampuero.